# 노키아 루미아 900

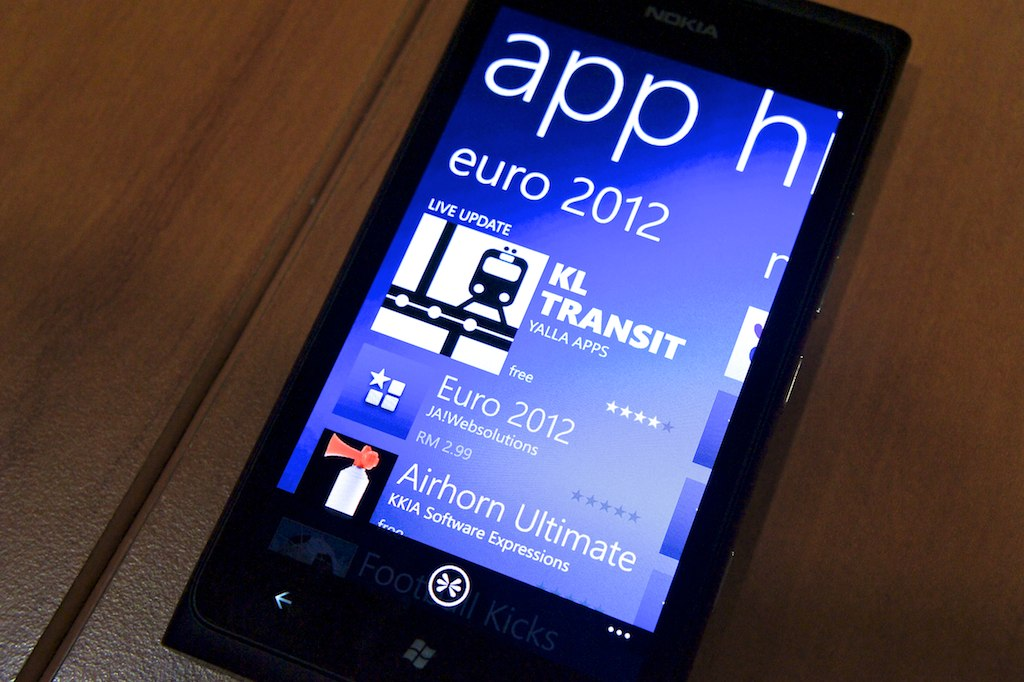

노키아 루미아 900(Nokia Lumia 900)은 2012년 1월 9일 소비자 가전 전시회(CES) 2012에서 노키아가 처음 공개한 윈도우 폰 스마트폰으로서 이 자리에서 2012년 1월 최고의 스마트폰 상을 받았다. 이 전화는 4G LTE를 지원하며 2012년 4월부터 출시되었다. 루미아 900은 차기 모델인 노키아 루미아 920이 출시되기 전까지 루미아의 플래그십 스마트폰이었다.

## 하드웨어
노키아 루미아 900은 4.3인치 (109 mm) 디스플레이와 ClearBlack AMOLED 800×480 정전식 터치스크린으로 구성된다. 블랙, 사이안, 마젠타, 화이트로 구매할 수 있다.

## 같이 보기
- 윈도우 폰
- 노키아 루미아 610
- 노키아 루미아 710
- 노키아 루미아 800
- 노키아 루미아 820
- 노키아 루미아 920
- 노키아 루미아 1020